# Celso Furtado
Celso Monteiro Furtado, född 26 juli 1920 i Pombal i Paraiba i Brasilien, död 20 november 2004 i Rio de Janeiro, var en brasiliansk ekonom.

## Biografi
Celso Monteiro Furtado flyttade till Rio de Janeiro 1939 för att studera juridik, och utexaminerades från Federal University of Rio de Janeiro 1944. Samma år blev han inkallad för att strida i Italien för de allierade under andra världskriget. Hans intryck av förstörelsen i efterkrigstidens Europa påverkade honom djupt och ledde till hans beslut att studera ekonomi. Han började arbeta för en doktorsexamen vid universitetet i Paris (Sorbonne) 1946 och disputerade på en avhandling om ekonomin i Brasilien under kolonialtiden.
År 1949 flyttade han till Santiago de Chile, där han involverades i FN:s ekonomiska kommission för Latinamerika och Karibien  (UNECLAC), som leddes av den argentinske ekonomen Raúl Prebisch. Under arbetet på UNECLAC hade Furtado och Prebisch en avgörande inverkan på utformningen av den socioekonomiska politiken för utvecklingen i Latinamerika med en betoning på industrialisering och minskad import.
Vid sin återkomst till Brasilien 1959 publicerade Furtado sin mest berömda bok, Formação Económica do Brasil, och utsågs som chef för brasilianska utvecklingsbanken (BNDE) som ansvarar för frågor som rör stater i nordöstra regionen, vilka är fattiga och drabbas av återkommande torka och ökenspridning. Under denna period utvecklade han en plan som resulterade i tillkomsten av Superintendency for the Development of the Northeast (Sudene) och utsågs av Brasiliens president Juscelino Kubitschek till byråns första chef. Under president João Goularts regering 1961-1964 blev Furtado minister för planering och var ansvarig för Brasiliens treårsplan för utvecklingen.
Furtado var också en av grundarna av FN:s konferens om handel och utveckling (UNCTAD).
Vid militärkuppen i Brasilien 1964 tvingades han i exil och arbetade som professor vid Yale University i USA och senare vid Cambridge University och Paris universitet (Sorbonne) i Frankrike. Efter en amnesti 1979 återvände han till Brasilien och verkade därefter som Brasiliens ambassadör vid EEG i Bryssel 1985-1986 och kulturminister i president José Sarneys regering 1985-1990.

## Böcker översatta till engelska
- The Economic Growth of Brazil: A Survey from Colonial to Modern Times (1963), Los Angeles: University of California Press
- Development and Underdevelopment (1964), Los Angeles: University of California Press
- The Colonial Economy In Brazil In the centuries XVI and XVII
- Accumulation and Development: The Logic of Industrial Civilization (1983), Oxford: Martin Robertson
- Economic Development of Latin America: A Survey from Colonial Times to the Cuban Revolution (1970), 2nd ed.: 2003, translation: Suzette Macedo, Cambridge University Press
- No to Recession and Unemployment: An Examination of the Brazilian Economic Crisis (1984), London: TW Foundation
- Global Capitalism (1998), översättning: Jorge Navarrete, ©1999, Fondo de Cultura Economica, Mexico

(med Sue Branford)
- Obstacles to development in Latin America (1970), New York: Anchor Books-Doubleday
- Diagnosis of the Brazilian Crisis (1965), Los Angeles: University of California Press